# إذاعات لبنان
كانت الإذاعة في لبنان الوسيلة الإعلامية الأكثر جاذبية خلال فترة طويلة في لبنان وحتى بزوغ التلفزة لا سيما في سنوات الحرب الأهلية في لبنان.

## فئات الإذاعات اللبنانية
وتقسم المحطات الإذاعية اللبنانية إلى ثلاث فئات:
1. الفئة الأولى هي التي يسمح لها ببث الأخبار السياسية: وهي:
  1. إذاعة لبنان
  2. صوت الشرق
  3. إذاعة نداء المعرفة
  4. إذاعة إنفنيتي
  5. صوت لبنان الحر
  6. إذاعة جبل لبنان
  7. المجموعة اللبنانية للاعلام إذاعة النور
  8. صوت الشعب
  9. صوت لبنان
  10. صوت الغد
  11. صوت سيفان
  12. صوت الوطن
  13. صوت لبنان العربي
  14. إذاعة الفجر 104.9
  15. إذاعة صوت بيروت ولبنان الواحد. ومعظهم هذه الاذاعات تتبع جهات سياسية أو طائفية.[2]
2. الفئة الثانية هي الإذاعات التي تبث البرامج الفنية فقط وهي:
  1. راديو روتانا
  2. دلتا
  3. راديو سكوب
  4. فرانس إف أم
  5. لايت إف أم،
  6. فضول ميوزيك
  7. راديو إن
  8. ساوند أوف ميوزيك
  9. راديو وان
  10. راديو نوستالجي
  11. لبيون سكار
  12. ميكس إف إم
  13. باكس نتوورك
  14. إذاعة البشائر
  15. سترايك.
3. الفئة الثالثة هي إذاعات الإف أم التي تبث في المناطق. وهي تعد بالمئات، فخلال الطفرة الإعلامية الغير شرعية التي شهدها لبنان بثت المئات من إذاعات الـ «إف. أم» التي تعمل على الموجة القصيرة جداً، وكان يكفي وجود هاتف ومكتب صغير لإدارة إذاعة يغطي بثها بضعة كيلومترات مربعة، وبعد صدور قانون الإعلام إنخفض عددهم بشكل ظاهر.[3]

## الإذاعات السياسية
الإذاعات اللبنانية موزعة على القوى السياسية التي تمتلك إلى جانبها محطات تلفزيونية وصحف:
- إذاعة النور تنطق باسم «حزب الله».
- إذاعة الفجر تنطق باسم «الجماعة الإسلامية (لبنان)»
- صوت الشرق تنطق باسم «تيار المستقبل»
- إذاعة بيروت ولبنان الواحد، تمثل رأي اتحاد قوى الشعب العامل.
- إذاعة نداء المعرفة تنطق باسم جمعية المشاريع الخيرية الإسلامية[ ؟ ].
- إذاعة الرسالة تنطق باسم «حركة أمل».
- صوت بيروت انترناشيونال، تمثل رأي قوى ال 14 من اذار.
- صوت لبنان تنطق باسم حزب «حزب الكتائب اللبنانية».
- إذاعة صوت الشعب تمثل الحزب الشيوعي اللبناني.
- صوت لبنان الحر كانت من مؤسسات القوات اللبنانية".
- صوت الغد تنطق باسم التيار الوطني الحر.
- صوت فان تنطق بلسان «حزب الطاشناق» الارمني. وهي تبث معظم برامجها باللغة الارمنية.

لبنان أول دولة عربية تسمح لمحطات إذاعة خاصة بالعمل ضمن حدودها مع احتفاظ الحكومة بحق الموافقة على إنشاء المحطات ومراقبة نشرات الأخبار والبرامج السياسية. وبإمكان جهاز الرقابة إيقاف أي بث يعتقد إن له انعكاسات سلبية على الأمن.

## الإذاعات الدينية
- صوت المحبة.
- صوت الإنجيل.
- صوت هللويا
- القرآن الكريم

## الإذاعات الرياضية
- نجمة FM
- أنصار FM
- عهد FM
- صفاء FM